# Sor (rivière)
Pour les articles homonymes, voir Sor.
Le Sor est une  rivière du Sud de la France qui coule dans les départements du Tarn, surtout, et de la Haute-Garonne, région Occitanie. C'est un affluent gauche de l'Agout, donc un sous-affluent de la Garonne par le Tarn.

## Géographie
Affluent de l'Agout, le Sor a son point de confluence en amont du pont de Vielmur-sur-Agout dans le département du Tarn.
Le Sor est un cours d'eau d'une longueur totale de 60,8 km de longueur. Il prend sa source sur la commune d'Arfons près du hameau des Escudiès, à 750 m d'altitude, dans la montagne Noire.
Le Sor connaît un régime « pluvial océanique à composante méditerranéenne-montagnarde »
En aval d'Arfons, le Sor reçoit les eaux du ruisseau d'Aiguebelle et son lit atteint 5 mètres de large. Quelques sources gonflent son débit, puis il atteint le lac des Cammazes où se déversent les ruisseaux du Sénadou et de la Sourette. À la sortie du barrage des Cammazes, le Sor entame sa descente vers la plaine avec une dénivellation de plus de 300 m franchie en quelques kilomètres. Son cours entaille profondément le massif de la Montagne Noire et les cascades se succèdent, comme la cascade de Malamort, au-dessus de Durfort. Ensuite, le Sor va couler au nord de la ville de Revel, qui n'a pas été construite au départ sur la rivière à cause de ses crues violentes. Pour éviter les inondations répétées et connues des habitants de l'époque, elle a donc été implantée sur la rive gauche. Afin d'assurer l'alimentation en eau du canal du Midi, un complexe de Rigoles (dont la rigole de la Plaine qui traverse justement Revel) a été créé pour détourner une partie des eaux vers cet ouvrage via des épanchoirs (Las Thoumasès, En Bosc).
Puis le Sor rejoint la plaine (où une partie de ses eaux est déviée vers le canal du Midi via la rigole de la Plaine), son cours devient régulier et il reçoit de nombreux affluents qui dévalent les pentes du versant nord de la Montagne Noire. En particulier, d'amont vers l'aval, le Laudot, les Aravis, le Malric, le Taurou, le Sant et le Bernazobre, ces deux derniers étant les plus puissants. Le Sor reçoit la majorité de ses affluents en plaine. Or, en été, l'irrigation utilise ces cours d'eau parfois jusqu'à l'assèchement.
Le débit d'étiage mesuré à Cambounet-sur-le-Sor est donc largement sous-évalué, et l'on fait en sorte qu'il ne passe pas en dessous de 100 litres par seconde. Enfin, le Sor et le Sant sont utilisés pour produire de l'eau potable. Le débit du Sor se retrouve ainsi amputé d'environ 1 400 litres d'eau par seconde (partiellement compensé par une déviation des eaux de la rigole de la montagne Noire). Le Sor reste donc une rivière relativement abondante, dont le barrage des Cammazes a permis de réguler les crues autrefois fréquentes, mais qui présente un débit largement restreint par l'agriculture
Le long de son tracé sinueux entre sa source et sa confluence, des bâtiments plus ou moins grands ont été implantés : des moulins un peu partout dans le bassin versant, des mégisseries et autres industries textiles, à Durfort notamment.

### Départements et villes traversées
- Aude : Saissac (limite)
- Tarn : Les Cammazes, Durfort, Sorèze, Garrevaques, Poudis, Blan, Lempaut, Lescout, Soual, Cambounet-sur-le-Sor, Sémalens
- Haute-Garonne : Revel

### Bassin versant
Le Sor draine un bassin versant d'une superficie de l'ordre de 450 km2.

## Principaux affluents
- Ruisseau de Rieu Grand ou  d'Aiguebelle (4,7 km)
- Ruisseau de Sourette (5,1 km)
- Ruisseau du Senadou (4,4 km)
- Ruisseau de Rabasset (2,8 km)
- Ruisseau d'Orival (7,8 km)
- Bras du Sor (1,0 km)
- Laudot (22,9 km)
- Ruisseau d'Aygo-Pesado (12,2 km)
- Ruisseau de Caudiès (6,1 km)
- Ruisseau du Dourdou (9,1 km)
- Ruisseau des Aravis (13,6 km)
- Ruisseau de l'Onde (3,6 km)
- Ruisseau de Malric (7,9 km)
- Ruisseau du Taurou (11,8 km)
- Ruisseau de Sant (18,3 km)
- Ruisseau Saladou (4,7 km)
- Ruisseau d'en Calarot (3,6 km)
- Ruisseau du Rivalou (3,2 km)
- Ruisseau du Bernazobre (25,8 km)
- Rieu Sonnier (2,1 km)
- Ruisseau d'Enrécourt (2,5 km)
- Ruisseau de Joumatel (1,0 km)

## Hydrologie

### Le Sor à Cambounet-sur-le-Sor
Le débit du Sor a été observé durant une période de 32 ans (1977-2009), à Cambounet-sur-le-Sor, localité du département du Tarn située au niveau de son confluent avec l'Agout. Le bassin versant de la rivière y est de 372 km2, ce qui correspond à la presque totalité de ce bassin.
Le module de la rivière à Cambounet-sur-le-Sor est de 2,620 m3/s.
Le Sor présente des fluctuations saisonnières de débit assez importantes. Les hautes eaux se déroulent en hiver et au printemps, et se caractérisent par des débits mensuels moyens allant de 3,12 à 5,85 m3/s, de décembre à mai inclus (avec un sommet en février). Dès le mois de juin, le débit diminue rapidement avant d'aboutir aux basses eaux d'été qui ont lieu en août-septembre, avec une baisse du débit mensuel moyen jusqu'au niveau de 0,555 m3 au mois d'août. Mais les fluctuations de débit sont plus importantes selon les années, ou calculées sur de courtes périodes.
Le risque de crue le plus important est d'octobre à juin.
La littérature fait apparaître d'autres crues importantes antérieures : 16 juin 1702, printemps 1712, 1736,1756, 1756, 1766, 1790, 1827, 1835, 14 juin 1842, 12 juin 1853, 20 juin 1854, 21 mai 1855, 29 mai 1856, 23 juin 1875, 13 mai 1890, 1897, 4 juin 1900, 1906, 23 mai 1910, 16 mai 1913, 2-5 juin 1915, 1927, 3 mars 1930, 1932, mai 1935, 4 mai 1940, avril 1942, 2 février 1952, 23 janvier 1955, 1965, 22 mars 1971, février 1973.
Trois crues furent particulièrement ravageuses et exceptionnelles : celle du 16 juin 1702, celle du 23 mai 1910 et celle du 3 mars 1930, dont le niveau a été évalué 1,50 m au-dessus de la crue de juin 2000. C'est à partir du niveau atteint par l'eau dans le quartier de la Place du Mail à Soual que l'on peut juger de la puissance de la crue du Sor. En effet, l'église de Soual n'a été inondée dans l'histoire qu'à deux reprises : en 1702 et en 1930. Or dans la nuit du 22 au 23 mai 1910,« l'église allait être envahie par les eaux quand le parapet longeant la place, cédant enfin à l'énorme pression de l'eau s'effondra, livrant ainsi passage au torrent. À partir de ce moment, les eaux baissèrent aussitôt... »
La crue de 1930 est celle qui présente les plus hautes eaux connues sur le bassin versant de l'Agout. Dans le bourg de Sémalens, le pont n'a pas été coupée par la crue du Sor, puisqu'il a été construit à une hauteur raisonnable, mais il a été submergé par des courants issus de la vidange de la terrasse, et qui sont arrivés par le réseau pluvial de l'avenue de Castres (D 51). Le niveau spectaculaire jamais enregistré jusqu'alors a été matérialisé par un clou dans la maison de Mr. Bosc qui se trouve en aval du pont sur la rive droite. Les maisons de la rive gauche, plus exposées, ont quant à elles été inondées, tout comme les berges, les nombreux jardins ainsi que l'usine de textile, sans toutefois atteindre la Mairie. Selon les propres mots de M.GAZELLE, « la notion mythique de crue millénale a fait place à la réalité » avec une hauteur d'eau estimée à environ 5 m à Sémalens ! 
Après la confluence du Sor avec l'Agout, la violence de cette crue s'est faite ressentir à Lavaur où l'on a pu y constater une hauteur d'eau de 15 m ! Cela s’explique sûrement par la concomitance Thoré, Agout, Sor. En aval, le Dadou a renforcé, même aggravé, cette tendance, jusqu'à la confluence chaotique avec le Tarn. Cette crue aurait fait plus de 200 morts.
Enfin, les pentes en long du Sor et de ses affluents sont en général tellement fortes que les crues transitent rapidement vers l'aval, les délais d'alerte sont donc très brefs, le risque d'inondation en est donc sérieusement accru.

### Étiage ou basses eaux
Aux étiages, le VCN3 peut chuter jusque 0,085 m3/s, en cas de période quinquennale sèche, ce qui est certes sévère, mais correspond au profil des autres cours d'eau de la région.

### Crues
D'autre part, les crues du Sor peuvent être assez importantes, compte tenu de la taille du bassin versant de la rivière. Les QIX 2 et QIX 5 valent respectivement 54 et 87 m3/s. Le QIX 10 se monte à 110 m3/s, et le QIX 20 en vaut 130. Quant au QIX 50, il est de 160 m3/s.
Cela signifie que statistiquement, il doit y avoir une crue de 54 m3/s tous les deux ans, une de 87 m3/s tous les cinq ans, une de 110 m3/s tous les dix ans, une de 130 m3/s tous les vingt ans et une de 160 m3/s tous les cinquante ans ! C'est considérable pour une rivière de taille fort moyenne. Tout cela démontre à quel point la puissance d'une rivière ne dépend pas de sa taille normale.
A noter que : 
- Le débit instantané maximal enregistré a été de 156 m3/s le 31 mai 2013 (8 h 55 du matin) à Cambounet-sur-le-Sor, où il a été relevé une hauteur d'eau de 3,42 m.
Si l'on compare cette donnée à l'échelle des QIX exposée plus haut, on constate que cette crue était presque d'ordre cinquantennal, donc destinée à se reproduire statistiquement tous les 50 ans !
- La valeur journalière maximale enregistrée était de 103 m3/s le 11 juin 1992, où il a été relevé ici en moyenne une hauteur d'eau de 3,10 m.

### Lame d'eau et débit spécifique
Le Sor n'est pas une rivière très abondante. La lame d'eau écoulée dans son bassin versant se monte à 221 millimètres annuellement, ce qui est assez inférieur à la moyenne d'ensemble de la France tous bassins confondus (320 millimètres par an), mais est aussi très nettement inférieur à la moyenne des bassins de la Garonne (384 millimètres par an) et du Tarn (478 millimètres par an). À noter que ce chiffre est plus important que le bassin du Loir (129 mm). Le débit spécifique (ou Qsp) est de 7 litres par seconde et par kilomètre carré de bassin. La raison est évoquée ci-dessus : l'agriculture intensive asséchant les affluents ou le Sor lui-même le long de son cours, en aval, surtout après Revel.